# Quassia bidwillii
Quassia bidwillii là một loài thực vật có hoa trong họ Thanh thất. Loài này được (Hook.f.) Noot. miêu tả khoa học đầu tiên năm 1963.